# باشگاه فوتبال نفتچی کاچکار-آتا
باشگاه فوتبال نفتچی کاچکار-آتا (قرقیزی: Нефтчи Кочкор-Ата Футбол Клубу, Neftçi Qoçqor-Ata Futbol Klubu) یک باشگاه فوتبال حرفه ای قرقیزستان است که در کاچکارآتا واقع شده است. این باشگاه که در سال ۱۹۵۲ تأسیس شد، در لیگ برتر فوتبال قرقیزستان شرکت می کند.